# Devotio moderna

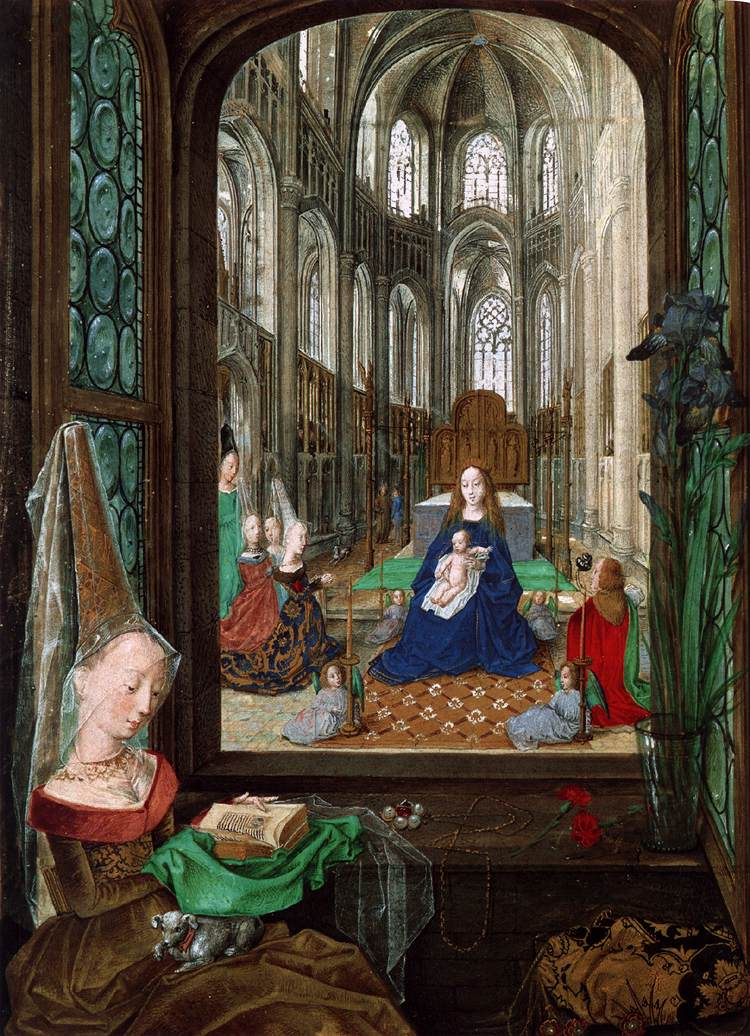
Miniatura en el libro de horas de María de Borgoña (h. 1477).

Devotio moderna (en español: devoción moderna) fue una corriente espiritual de la Baja Edad Media, nacida en la zona de Renania y los Países Bajos, a finales del siglo XIV. La devotio moderna fue un movimiento a favor de la reforma religiosa, invitando a la renovación apostólica a través del redescubrimiento de prácticas piadosas genuinas tales como la humildad, la obediencia y la sencillez de vida. Empezó a finales del siglo XIV, en gran medida a través de la obra de Gerardo Groote, y floreció en los Países Bajos y Alemania en el siglo XV, pero llegó a su fin con la reforma protestante. En la actualidad se le conoce más a través de su influencia en el pensamiento de Tomás de Kempis, el autor de la Imitación de Cristo, un libro que ha sido altamente influyente durante siglos.
Los términos con los que se autodefine el movimiento pretenden dejar bien claro que se «intentaba señalar que se estaba buscando una elevación en la práctica religiosa», a la vez que «era preciso superar las limitaciones de la escolástica y también las meras normas litúrgicas» para acomodarse a las nuevas corrientes teológicas.

## Concepto
Devotio moderna son dos palabras latinas que traducidas al español literalmente serían «devoción moderna», pero etimológicamente el sustantivo devotio significa la virtud de religión, y el adjetivo moderna sigue el uso de la cultura de mediados del siglo XIV, que distinguía la escuela de Guillermo de Ockam como «moderna», de aquella «antigua» que era la escolástica.

## Orígenes y desarrollo

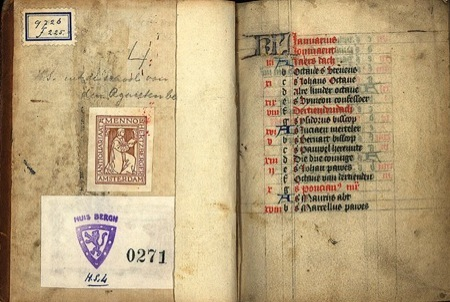
Liturgia de las Horas (manuscrito) de Gerardo Groote

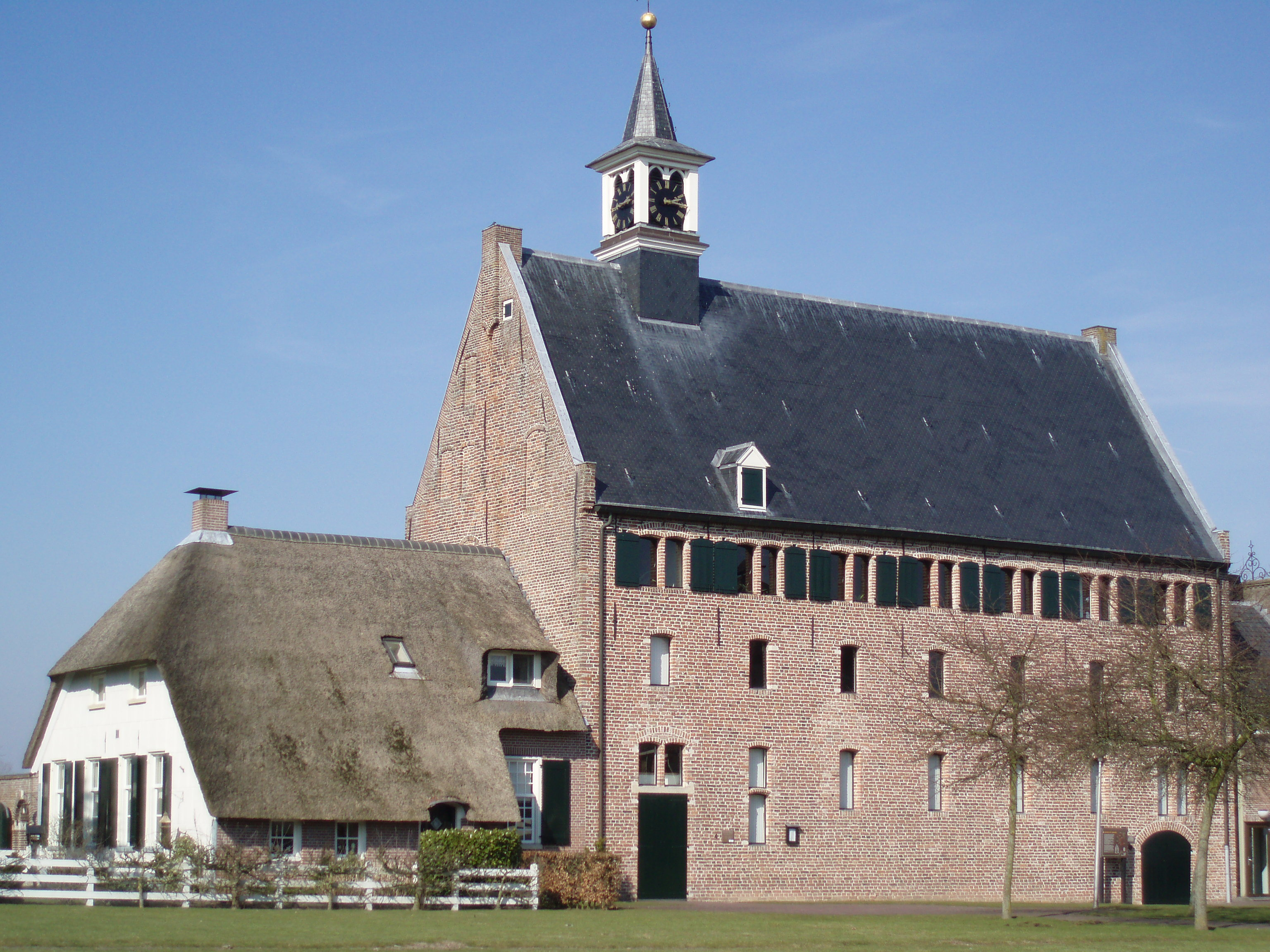
Foto actual del monasterio de Windesheim, donde Florencio Radewijns fundó una comunidad de Canónigos Regulares de San Agustín, cuya base espiritual era la devotio moderna.

Los orígenes del movimiento provienen probablemente de la orden agustiniana de la Congregación de Windesheim, si bien hasta ahora ha resultado difícil ubicar el origen preciso del movimiento. En términos generales, puede afirmarse que surgió de un descontento generalizado con la Iglesia (tanto en términos de la estructura jerárquica de la iglesia como con las vidas personales de los clérigos) en la Europa del siglo XIV. Gerardo Groote (1340-1384) fue uno de entre muchos individuos que sentían un gran descontento con el estado de la Iglesia y lo que percibía como la pérdida gradual de las tradiciones monásticas y la falta de valores morales entre los miembros del clero. Buscó redescubrir ciertas prácticas piadosas.
La Devotio Moderna empezó como un movimiento laico; alrededor del año 1374, Groote convirtió su casa paterna en Deventer en un hostal para mujeres pobres que desearan servir a Dios. Groote escribió un reglamento, estipulando minuciosamente sus normas de convivencia y de piedad. Si bien similar a las casas beguinas, este hostal, y posteriores comunidades de lo que llegó a recibir el nombre de las «Hermanas de la Vida Común», eran más libres en términos de estructura que las beguinas y no tenían propiedad privada. Las mujeres que vivían en estas casas permanecían, asimismo, bajo la jurisdicción de autoridades de la ciudad y sacerdotes parroquianos. Su forma de vida, por lo tanto, se ubicaba en un punto medio entre la existencia cristiana ordinaria 'en el mundo,' y la conformación de una orden religiosa reconocida eclesiásticamente.
A partir de este punto, varias formas sueltas diferentes de comunidad aparecieron. Por una parte, varios tipos de vida para la mujer Devota se conformaron. En particular, a partir de la década de 1390 y bajo el liderazgo de John Brinckerinck, uno de los primeros conversos de Groote, las Hermanas de la Vida Común se esparcieron por los Países Bajos y llegaron a Alemania (eventualmente alcanzado unas 25 casas en el primer país y unas 60 en el segundo). También hubo muchos hogares (en su gran mayoría pequeños y llenos de necesidades) inspirados por el movimiento que nunca fueron vinculados formalmente a las Hermanas de la Vida Común, y que posiblemente se convirtieron en algún punto en monjas Franciscanas Terciarias o Agustinas.
Entre los seguidores varones, el movimiento recibió un ímpetu tras la muerte de Groote en 1384, gracias a la labor de Florencio Radewijns (que se había hecho sacerdote por consejo de Groote), quien continuando la obra de su maestro reunió un grupo de laicos y clérigos que compartían estas ideas y los congregó en casas de vida comunitaria, congregación que, siguiendo a la femenina, adoptó el nombre de Hermanos de la Vida Común, y que tenía 41 miembros para comienzos del siglo XVI. Ambas comunidades poseían las mismas normas de vida, siendo el celibato su característica más destacable.
La mayoría de miembros en estas comunidades eran sacerdotes o candidatos al sacerdocio (clérigos); los pocos hermanos laicos, llamados los familiares, usualmente tenían a su cargo las tareas domésticas de cocinar, limpiar y coser. Estas comunidades no tomaban votos, pero llevaban una vida austera de penitencia, oración, lecturas espirituales y trabajo, las más de las veces copiando manuscritos. Además, los Hermanos brindaban atención pastoral y consejo espiritual a las casas hermanas, y al menos algunos de los Hermanos eran también predicadores. 
El mensaje de reforma de Groote también había estado dirigido a clérigos y sacerdotes, algunos de los cuales se habían unido a los Hermanos. Además, bajo el liderazgo de Radewyns, en 1387 algunos miembros de la casa de Deventer establecieron una nueva comunidad en Windesheim, cerca de Zwolle, y adoptaron el hábito y la regla de San Agustín. Si bien llevaban una vida enclaustrada y bajo votos, la nueva comunidad mantuvo muchas de las prácticas y valores espirituales de las enseñanzas de Groote y Radewyns, y se distinguieron por sus signos de sencillez y pobreza. Desde 1395, una unión monástica se estableció alrededor de Windesheim; esta nueva confederación creció rápidamente, y se le unieron tanto comunidades agustinianas más antiguas (incluyendo, famosamente, Groenendael en 1413), como nuevas fundaciones, y en algunas ocasiones la conversión de algunas de las casas de Hermanos a esta nueva forma de vida religiosa. Para finales del siglo XV, había casi 100 casas (84 de ellas masculinas) en la Sección de Windesheim. Aunque se llevaron a cabo varias fundaciones, entre las que destacan Kampen, Zwolle, Hoorn, Amersfoor, los Hermanos y las Hermanas de la vida común no eran especialmente proselitistas ni tuvieron un gran proyecto fundacional. 
El movimiento enfrentó a veces oposición del clero y del laicado, tanto durante sus primeros años bajo el liderazgo de Groote como bajo la expansión subsiguiente bajo el liderazgo de Radewyns. Gran parte de estas sospechas sobre ellos eran similares a las que caían sobre otras formas nuevas de devoción religiosa que se desarrollaron en esa época como los movimientos de las beguinas y los begardos. Asimismo, el fuerte parecido con la vida monástica de la rutina cotidiana de los Hermanos provocó acusaciones de parte de las órdenes mendicantes de que los Hermanos y Hermanas de la Vida Común estaban empezando una nueva orden mendicante, en violación del Cuarto Concilio de Letrán, que había prohibido en 1215 la creación de nuevas órdenes, y además de ello sin tomar los votos. La simplicidad y devoción de la Devotio Moderna, sin embargo, parece haber disminuido la fuerza de muchas de estas críticas.
El movimiento fue especialmente prominente en ciudades de los Países Bajos durante los siglos XIV y XV. Además de su impacto inmediato, sin embargo, fueron los escritos de autores asociados con el movimiento (que tenían como su base más comúnmente los monasterios asociados con Windesheim) los que le dieron a la Devotio Moderna su influencia más amplia en Europa en esos tiempos, y una influencia aún más grande de manera subsiguiente.

## Declive
Tras el auge de la Reforma Protestante, las instituciones de la Devotio Moderna entraron rápidamente en declive. En territorios protestantes, tanto las casas de hermanos como los monasterios fueron disueltos. La mayoría de casas de los Hermanos, incluyendo las casas fundadoras de Deventer y Zwolle, habían desaparecido para 1600. En las áreas católicas, algunas de las casas de hermanos y casas de la Congregación de Windesheim sobrevivieron hasta que cayeron presa de las secularizaciones de los siglos XVIII y XIX. Los miembros más importantes de la Congregación de Windesheim en Alemania, San Marienwolde en Frenswegen, resistieron hasta 1809, cuando el estado oficialmente la disolvió. El último canónigo, Gerhard Tobbe, abandonó Frenswegen en 1815.

## Características del movimiento

### Espiritualidad
Esta corriente se mueve, de especial modo, en la línea afectiva agustiniana, que será la base de la espiritualidad de los canónigos regulares victorinos de París. La devotio moderna se encargó de propagar estas doctrinas especialmente entre las clases más pobres de la sociedad de entonces.
La espiritualidad del movimiento es marcadamente cristocéntrica, es decir, la humanidad de Cristo es el eje central de la vida espiritual, por lo tanto el hombre debe vivir una vida ética y concreta que imite a Jesucristo en su faceta humana y emocional, lejos de las abstracciones de la teología escolástica, buscando alcanzar la gloria mediante la imitación de su ejemplo. La oración metódica, el examen de conciencia y la meditación son medios para alcanzar este fin.

### Tendencia antiespeculativa y moralista
La devotio moderna se relaciona con el Humanismo Cristiano, una mezcla de humanismo y cristianismo, aunque, a diferencia de este, era excesivamente individualista, y sus miembros aspiraban a vivir santamente en el mundo como una comunidad religiosa, pero sin hacer votos públicos. El Humanismo cristiano abogaba por el estudio de los textos fundamentales de la cristiandad para llegar a una relación individual e interna con Dios. Los laicos del siglo XV eran capaces de estudiar las Escrituras gracias a la invención y difusión de la imprenta. 
Los Hermanos de la Vida Común rechazaban pedir limosna como los mendicantes y buscaron su modo de vida en la copia y edición de manuscritos. Cuando se inventó la imprenta continuaron su actividad mucho más efectivamente. Con los ideales del Humanismo cristiano, la devotio moderna recomendaba una actitud mucho más individual hacia las creencias y la religión y fue especialmente prominente en las ciudades neerlandesas durante el siglo XIV y el XV.

## Técnicas para la oración
La vida espiritual de los seguidores de la Devotio Moderna estaba marcada por un enfoque en devociones interiores y frecuentes periodos cortos de meditación, especialmente antes de iniciar cualquier nueva actividad.
Los escritos de seguidores de la Devotio Moderna como Gerard de Zutphen o Jan Mombaer, así como los de Groote, introdujeron la tradición de la «oración metódica» que disponía ejercicios día a día y semana. El libro Sobre cuatro de tipos de asuntos para la meditación de Groote incluía el uso de imaginería mental, así como aproximaciones metódicas como elemento de meditación.

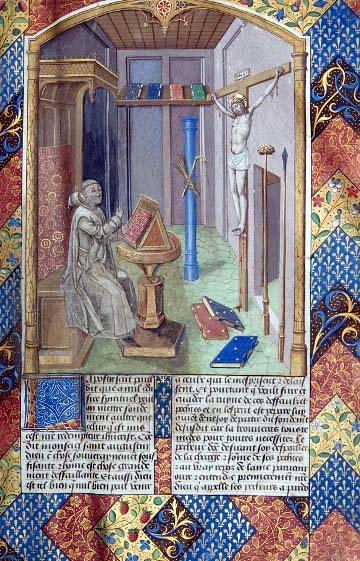
Vita Christi (Vida de Cristo) de Ludolfo de Sajonia, Vol. 1, folio.

Siglos atrás, Hugo de San Víctor y Guigo II habían creado métodos estructurados para la meditación cristiana, pero sus aproximaciones eran menos sistemáticas. La aproximación metódica de la Devotio Moderna hacia la oración y la meditación encontró suficiente aceptación dentro de la iglesia católica, así como en comunidades reformadas posteriores. Los manuales para la oración y meditación metódica de Florencio Radewijns y de Gerard de Zutphen tuvieron una influencia importante en Europa por alrededor de un siglo.
El concepto de sumergirse y proyectarse a uno mismo en una escena bíblica sobre la vida de Jesús fue desarrollado por Ludolfo de Sajonia en su Vita Christi (Vida de Cristo) en 1374 y se hizo popular entre la comunidad de la Devotio Moderna. Los métodos de la oración metódica tal y como eran enseñados en la Devotio Moderna entraron a España y eran conocidos a comienzos del siglo XVI, y fueron influyentes en las aproximaciones a la meditación cristiana.
García Jiménez de Cisneros, abad de la abadía de Montserrat fue influenciado por la Devotio Moderna y su libro Ejercitatorio de la vida spiritual, se convirtió en una de las fuentes primarias para los Ejercicios Espirituales de Ignacio de Loyola. Ignacio usó las dos técnicas en sus ejercicios espirituales: un formato metódico, así como la autoproyección en una escena bíblica, p. ej., iniciar una conversación con Cristo en el Calvario. Estos métodos persisten en los Ejercicios Espirituales hasta la actualidad. Otras personas influenciadas por la Devotio Moderna fueron Ludovico Barbo, Lorenzo Justiniano y los Canónigos Regulares de San Giorgio en Alga.

## Principales exponentes

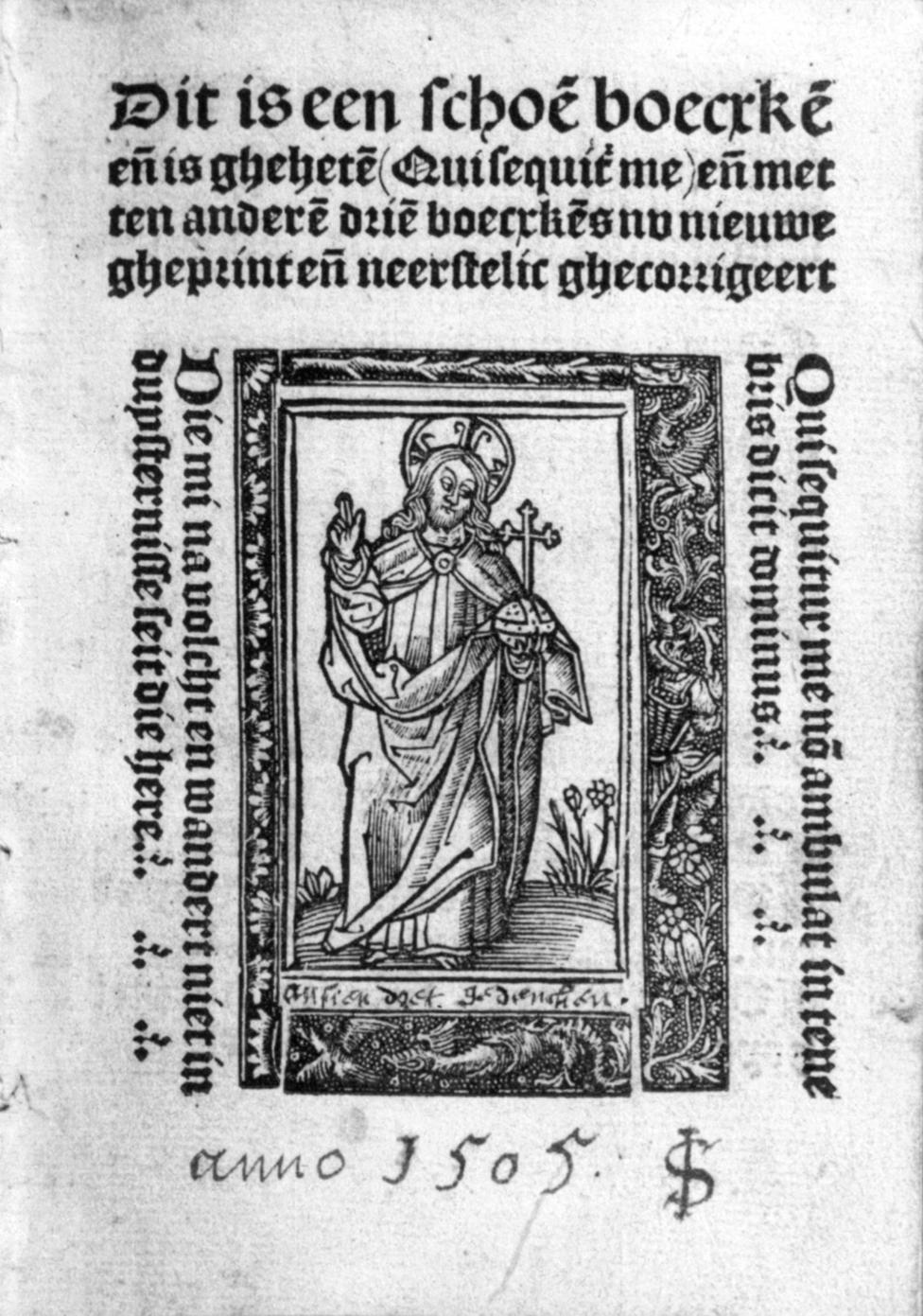
Edición de 1505 de la Imitación de Cristo de Tomás de Kempis

Aparte de los ya mencionados Gerardo Groote y Florencio Radewijns, se pueden destacar como protagonistas de la divulgación de la devotio moderna a Jan Mombaer (Mauburnus), Gerard Zerbolt de Zutphen, Gerlach Peters, Hendrik Mande, Dirk (Teodorico) van Herxen y Juan Wessel Gansfort.

### La imitación de Cristo
Sin duda, Tomás de Kempis (m. 1471), un Hermano de la Vida Común, cuya primera influencia espiritual procede de Radewijns, es el máximo exponente de esta corriente espiritual. Con su libro titulado La imitación de Cristo, escrito hacia 1425, ha influenciado a los grandes ascetas cristianos del mundo, católicos y protestantes. Se trata del libro más difundido, después de la Biblia. Por un tiempo se dudó de la autoría de Kempis. Sin embargo, historiadores y filólogos actuales piensan que la labor de Kempis fue la redacción final del texto y que algunas partes de la obra pudieron ser obra de otros miembros del movimiento.
El libro de Kempis resume los conceptos de la Devotio Moderna, basados en una conexión personal con Dios y la activa muestra de amor hacia Él (p. ej., en el Santísimo Sacramento del altar o durante la misa). Tuvo influencia en varios santos como Teresa de Lisieux e Ignacio de Loyola. Básicamente, el objetivo fundacional de Radewijns para los Hermanos y Hermanas de la Vida Común puede resumirse en «crear arquetipos de santidad sólidos y profundos», según el modelo de Cristo, con el propósito final de «suscitar en la sociedad un deseo de imitación».
Para finales del siglo XV, la aparición de la imprenta, aumentó el alcance del movimiento; la Imitación de Cristo fue impresa en varios idiomas para finales del siglo.

## Influencia y fin
El movimiento espiritual de la devotio moderna floreció especialmente en el siglo XV. A las escuelas de los Hermanos de la vida común en los Países Bajos llegaron a estudiar grandes personajes, como Erasmo de Róterdam, Juan Calvino e Ignacio de Loyola, quienes en parte se vieron influenciados por sus doctrinas y las propagaron en otros países europeos. Sin embargo, en el siglo XVI empezó a decaer hasta desaparecer por completo o dejarse absorber por otros nuevos movimientos. Algunos historiadores culpan de este declive a su escaso espíritu apostólico y a su piedad individualista, que daba poco espacio a la concepción de la Iglesia como cuerpo místico de Cristo.
La Devotio Moderna surgió al mismo tiempo que el humanismo cristiano, una mezcla de humanismo renacentista y cristianismo, y que está relacionado con el misticismo alemán y otros movimientos que promovían una intensa relación personal con Dios. Practicantes de la Devotio Moderna enfatizaban la vida interior del individuo y promovían la meditación de acuerdo con ciertas restricciones. Con los ideales del humanismo cristiano, la Devotio Moderna recomendaba una actitud más individual hacia la creencia y la religión. En ocasiones se ha visto en ella una contribución al luteranismo y al calvinismo, aunque marca una gran divergencia con estos y sus antecedentes nominalistas.